# فرج‌الله‌لی
فرج‌الله‌لی (به ترکی آذربایجانی: Fərəcullalı) یک منطقه مسکونی در جمهوری آذربایجان است که در شهرستان جلیل‌آباد واقع شده است. فرج‌الله‌لی ۱۵۹ نفر جمعیت دارد.